# Głowica silnika
Zasugerowano, aby zintegrować ten artykuł z artykułem Głowica cylindra. Nie opisano powodu propozycji integracji.
Głowica – zamyka przestrzeń roboczą nad blokiem cylindrowym.
Głowica może być wykonana z żeliwa lub ze stopu lekkiego aluminium np. AK 9 lub AK 52. Rozróżniamy głowice chłodzone cieczą lub powietrzem. Większość samochodów jest obecnie chłodzona cieczą, natomiast powietrzem chłodzone są np. Robur, Fiat 126 p, Trabant. Pod względem przeznaczenia głowice można podzielić na głowice stosowane do silników dwusuwowych i czterosuwowych, górno i dolnozaworowych, z zapłonem iskrowym i samoczynnym. W głowicy umieszczone są zawory dolotowe i zawory wylotowe, a ponadto wyposażone są w kanały dolotowe, którymi świeży ładunek dopływa do cylindrów oraz kanały wylotowe, którymi wylatują spaliny. W większości silników z zapłonem iskrowym i samoczynnym, wtryskiwacze umieszczone są w głowicy komory spalania. Głowice przykręca się do bloku cylindra za pomocą klucza dynamometrycznego, dzięki czemu uzyskujemy równomierny docisk. Zbyt mocne lub zbyt lekkie przykręcenie śrub powoduje uszkodzenie głowicy. Pomiędzy głowicą a blokiem cylindrowym umieszczona jest uszczelka głowicy, która zabezpiecza przed przeciekaniem oleju. Dokręcanie głowicy rozpoczyna się od śrub środkowych, a następnie dokręca śruby na krzyż. Taki sposób dokręcania głowicy gwarantuje równomierne rozłożenie się uszczelki. Głowicę montuje się na zimnym silniku, a jeżeli wykonana jest z żeliwa po nagrzaniu silnika poprawiamy dokręcanie.

## Galeria

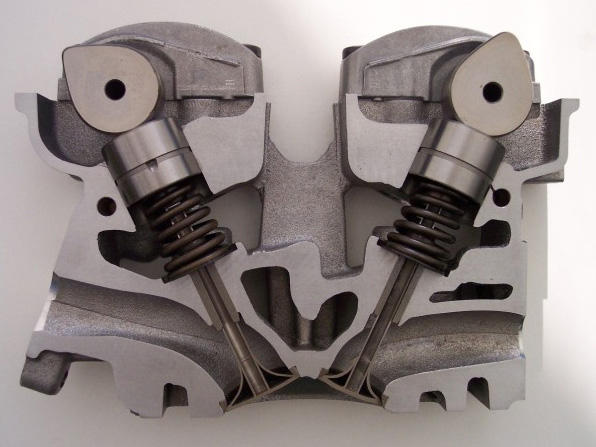
Przekrój poprzeczny przez głowicę, widoczny kanał dolotowy i wydechowy oraz zawory i krzywki wałka rozrządu.
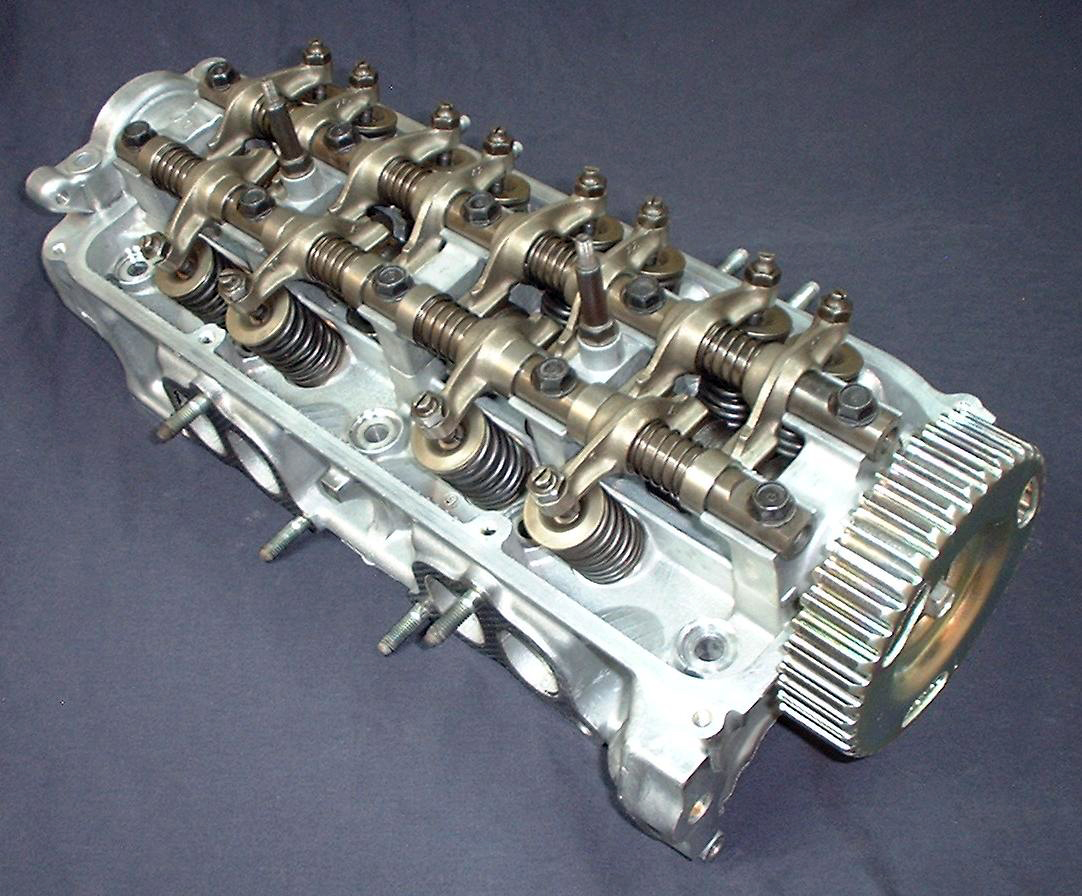
Głowica z pojedynczym wałkiem rozrządu
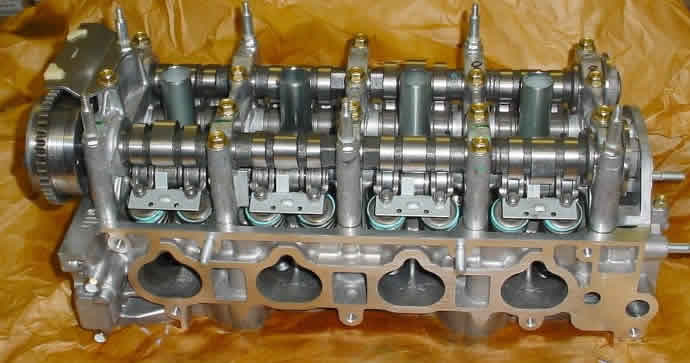
Głowica typu DOHC (Honda K20Z3).
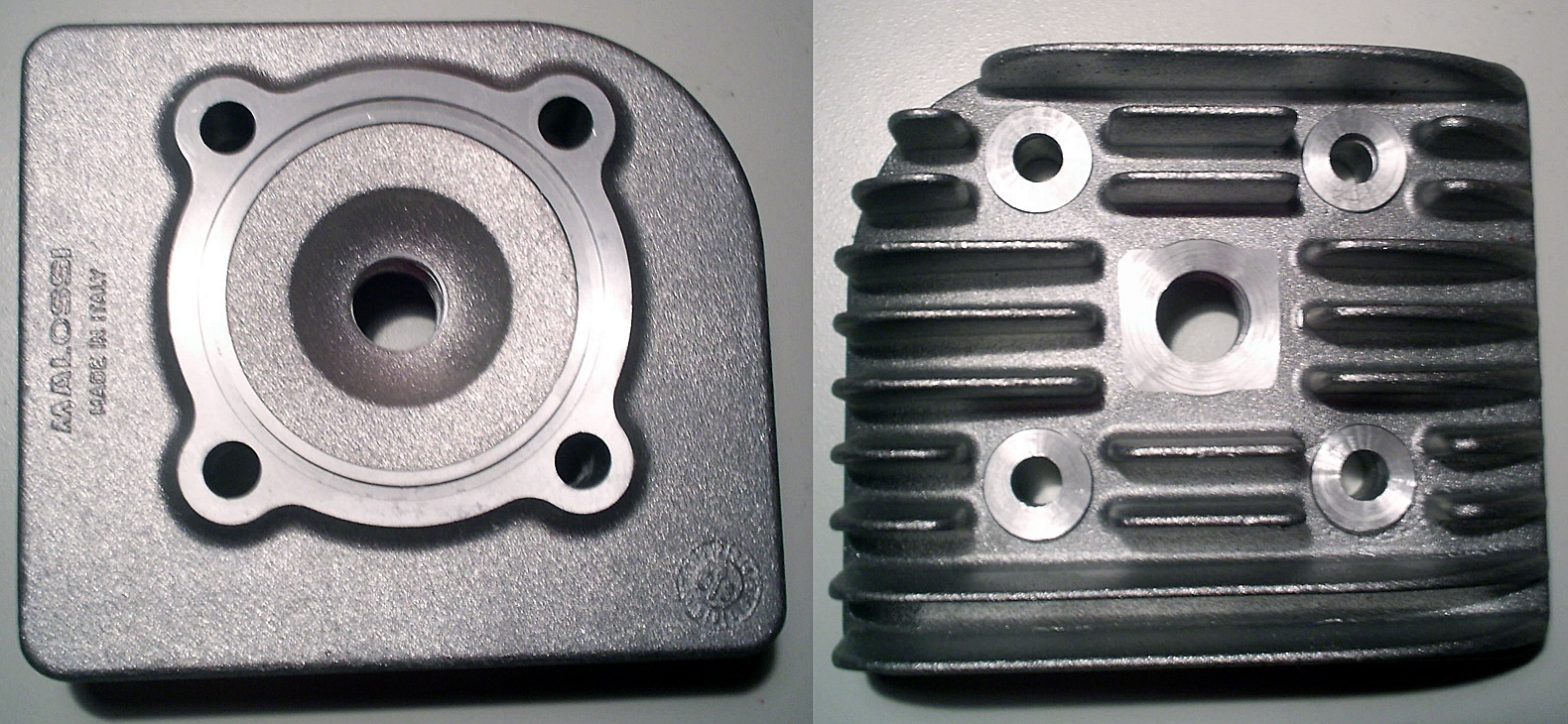
Głowica silnika jednocylindrowego, dwusuwowego.